# WWE ID Championship
WWE ID Championship – tytuł mistrzowski profesjonalnego wrestlingu stworzony i promowany przez federację WWE. Tytuł ogłoszono 18 lutego 2025 roku, który będzie częścią programu WWE Independent Development (ID), który ma na celu zapewnienie niezależnym wrestlerom ścieżki do przejścia do WWE. W przeciwieństwie do innych tytułów firmy, które są bronione wyłącznie w programach WWE, mistrzostwo ID będzie bronione w partnerskich niezależnych promocjach. W przeciwieństwie do innych tytułów firmy, które są bronione wyłącznie w programach WWE, mistrzostwo ID będzie bronione w partnerskich niezależnych promocjach. Dodatkowo, jeśli wrestler spoza WWE ID wygra tytuł, otrzyma kontrakt WWE ID.

## Historia
W październiku 2024 roku WWE wprowadziło program WWE Independent Development (ID), podobny do ich programu Next in Line (NIL) dla sportowców akademickich, z ID wspierającym rozwój niezależnych zapaśników poprzez współpracę z różnymi szkołami zapaśniczymi i promocjami na scenie niezależnej. Inauguracyjne partnerskie promocje i szkoły obejmują Reality of Wrestling, Black and Brave Academy, Nightmare Factory, Elite Pro Wrestling Training Center i KnokX Pro Academy.
Podczas konferencji prasowej 18 lutego 2025 roku dyrektor ds. treści WWE, Paul "Triple H" Levesque, zaprezentował męskie i żeńskie mistrzostwa WWE ID. Tytuły zostały zaprojektowane tak, aby były bronione wyłącznie w scenie niezależnej, oferując wschodzącym talentom większą ekspozycję i możliwości. Inauguracyjni mistrzowie zostaną wyłonieni w turnieju z udziałem najlepszych prospektów z programu WWE ID. Walki turniejowe odbędą się na różnych niezależnych pokazach wrestlingu, podkreślając współpracę WWE z niezależną sceną wrestlingu. Uczestnikami turnieju są wszyscy wrestlerzy WWE ID, a pierwsza runda turnieju zostanie zorganizowana przez Game Changer Wrestling i Future Stars of Wrestling 16 kwietnia podczas tygodnia WrestleMania 41. Format turnieju o WWE ID Championship będzie turniejem podwójnej eliminacji, w którym jeśli wrestler poniesie dwie porażki, spowoduje to eliminację z turnieju, a finałowa czwórka będzie rywalizować w turnieju pojedynczej eliminacji. Następnie potwierdzono, że po koronacji inauguracyjnego mistrza, wszyscy niezależni wrestlerzy będą mogli walczyć o mistrzostwo ID, a jeśli wrestler spoza WWE ID zdobędzie tytuł, otrzyma kontrakt WWE ID.
Później zmieniono to na turniej finałowej szóstki, w skład której wchodzili Brad Baylor, Bryce Donovan, Cappuccino Jones, Ice Williams, Jack Cartwheel i Sean Legacy. Innymi zawodnikami byli Aaron Roberts, Aaron Rouke, It's Gal, Jordan Oasis, Marcus Mathers, Ricky Smokes, Sam Holloway, Jackson Drake (który został usunięty z powodu zostania mistrzem WWE Evolve) i Freedom Ramsey (który został po cichu usunięty z powodu legalnego zwolnienia z programu WWE ID). 8 lipca 2025 roku potwierdzono, że finał turnieju odbędzie się podczas wydarzenia GCW, ID Showcase, 1 sierpnia podczas tygodnia SummerSlam. Finaliści zostaną wyłonieni podczas wydarzenia House of Champions 19 lipca.

### Turniej inauguracyjny
|  |                             |                             |                             |              |              |                          |                          |                          |                |                |                       |                       |                       |
|  | Quarterfinals 19 lipca 2025 | Quarterfinals 19 lipca 2025 | Quarterfinals 19 lipca 2025 |              |              | Semifinals 19 lipca 2025 | Semifinals 19 lipca 2025 | Semifinals 19 lipca 2025 |                |                | Final 1 sierpnia 2025 | Final 1 sierpnia 2025 | Final 1 sierpnia 2025 |
|  | Quarterfinals 19 lipca 2025 | Quarterfinals 19 lipca 2025 | Quarterfinals 19 lipca 2025 |              |              | Semifinals 19 lipca 2025 | Semifinals 19 lipca 2025 | Semifinals 19 lipca 2025 |                |                | Final 1 sierpnia 2025 | Final 1 sierpnia 2025 | Final 1 sierpnia 2025 |
|  |                             |                             |                             |              |              |                          |                          |                          |                |                |                       |                       |                       |
|  |                             |                             |                             |              |              |                          |                          |                          |                |                |                       |                       |                       |
|  |                             |                             |                             | Brad Baylor  | Brad Baylor  | 8:22                     |                          |                          |                |                |                       |                       |                       |
|  |                             |                             |                             | Brad Baylor  | Brad Baylor  | 8:22                     |                          |                          |                |                |                       |                       |                       |
|  | Jack Cartwheel              | Jack Cartwheel              | Pin                         |              |              | Jack Cartwheel           | Jack Cartwheel           | Pin                      |                |                |                       |                       |                       |
|  | Jack Cartwheel              | Jack Cartwheel              | Pin                         |              |              | Jack Cartwheel           | Jack Cartwheel           | Pin                      |                |                |                       |                       |                       |
|  | Sean Legacy                 | Sean Legacy                 | 7:19                        |              |              |                          |                          |                          | Jack Cartwheel | Jack Cartwheel | 19:27                 |                       |                       |
|  | Sean Legacy                 | Sean Legacy                 | 7:19                        |              |              |                          |                          |                          | Jack Cartwheel | Jack Cartwheel | 19:27                 |                       |                       |
|  |                             |                             |                             |              |              | Cappuccino Jones         | Cappuccino Jones         | Pin                      |                |                |                       |                       |                       |
|  |                             |                             |                             |              |              | Cappuccino Jones         | Cappuccino Jones         | Pin                      |                |                |                       |                       |                       |
|  |                             |                             |                             | Ice Williams | Ice Williams | 12:51                    |                          |                          |                |                |                       |                       |                       |
|  |                             |                             |                             | Ice Williams | Ice Williams | 12:51                    |                          |                          |                |                |                       |                       |                       |
|  | Bryce Donovan               | Bryce Donovan               | 8:01                        |              |              | Cappuccino Jones         | Cappuccino Jones         | Pin                      |                |                |                       |                       |                       |
|  | Bryce Donovan               | Bryce Donovan               | 8:01                        |              |              | Cappuccino Jones         | Cappuccino Jones         | Pin                      |                |                |                       |                       |                       |
|  | Cappuccino Jones            | Cappuccino Jones            | Pin                         |              |              |                          |                          |                          |                |                |                       |                       |                       |
|  | Cappuccino Jones            | Cappuccino Jones            | Pin                         |              |              |                          |                          |                          |                |                |                       |                       |                       |

## Wygląd pasa mistrzowskiego
Pas WWE ID Championship ma nowoczesny design na czarnym pasku, zawierający elementy reprezentujące zarówno WWE, jak i niezależną scenę wrestlingu. Na środkowej płytce widnieje logo WWE ID, a po bokach znajdują się konfigurowalne płytki boczne, które mogą być spersonalizowane przez panującego mistrza.

## Panowania
| Nr        | Ogólny numer panowania                                       |
| Panowanie | Liczba panowań konkretnego mistrza                           |
| Dni       | Liczba dni panowania                                         |
| †         | Oznacza, że panowanie nie jest uznawane przez federację      |
| <1        | Oznacza, że panowanie trwało mniej niż jeden dzień           |
| +         | Oznacza, że liczba dni w posiadaniu wzrasta z kolejnym dniem |

| Nr | Mistrz           | Zmiana mistrza       | Zmiana mistrza                          | Zmiana mistrza      | Statystyki panowania | Statystyki panowania | Notka                                                                           | Odn.   |
| Nr | Mistrz           | Data                 | Gala                                    | Miejsce             | Panowanie            | Dni                  | Notka                                                                           | Odn.   |
| -- | ---------------- | -------------------- | --------------------------------------- | ------------------- | -------------------- | -------------------- | ------------------------------------------------------------------------------- | ------ |
| 1  | Cappuccino Jones | 1 sierpnia 2025(dts) | Game Changer Wrestling: The ID Showcase | East Rutherford, NJ | 1                    | 1+                   | Pokonał Jacka Cartwheela w finale turnieju, aby zostać inauguracyjnym mistrzem. | [ 12 ] |